# Alain Masudi
Alain Ekakanga Masudi, né le 12 février 1978 à Kinshasa, au Zaïre (République démocratique du Congo depuis 1997), est un ancien footballeur international congolais.

## Biographie
Alain Masudi commence sa carrière professionnelle au SC Bastia, en 1997, avant de rejoindre le Nîmes Olympique qui évolue alors en Ligue 2. Il signe ensuite à l'AS Saint-Étienne avant de quitter définitivement le championnat français.
Il évolue en Suisse au Lausanne-Sports, puis en Autriche et en Libye.
En 2004, il arrive en Israël et joue dans de nombreux clubs de 1re division Israélienne. En 2008, il signe au Maccabi Herzliya, club de 2e division israélienne.
International congolais, il participe notamment à la Coupe d'Afrique 2004 où il n'inscrira qu'un seul but, face à la Guinée. Depuis cette même CAN, il n'est plus appelé en sélection nationale.

## Vie privée
Entre 2000 et 2003, il a vécu avec la présentatrice de télévision Francesca Antoniotti, avec qui il a eu un fils, Enzo, né en 2002.